# Elie Chevieux
Elie Chevieux (* 7. října 1973 Ženeva) je švýcarský sportovní lezec, fotograf a bývalý reprezentant ve sportovním lezení. Jako první Švýcar vyhrál Rock Master v italském Arcu, v letech 1991-1997 byl finalistou světových závodů. Hranice lezení posunul prvním přelezem cesty obtížnosti 5.14a ve stylu On Sight.
V květnu 2004 se objevila zpráva o jeho úmrtí při incidentu v Afghánském Kábulu, poté však telefonoval své matce, že je na živu.

## Výkony a ocenění
V roce 1995 vydal Heinz Zak knihu Rock Stars, kde je mezi nejlepšími skalními lezci světa mezi sedmi švýcarskými lezci.
- 1995: první OS přelez cesty obtížnosti 5.14a

### Skalní lezení
- 1995: Massey Fergusson, 5.14a, OS, Calanques, Francie, první OS přelez cesty v této obtížnosti

### Závodní výsledky
| Arco Rock Master | Arco Rock Master | Arco Rock Master | Arco Rock Master | Arco Rock Master | Arco Rock Master | Arco Rock Master |
| Rok              | 1993             | 1994             | 1995             | 1996             | 1997             | 1998             |
| ---------------- | ---------------- | ---------------- | ---------------- | ---------------- | ---------------- | ---------------- |
| Obtížnost        | 1                | 7-8              | 8                | 3                | 6                | 16               |

| Mistrovství světa | Mistrovství světa | Mistrovství světa | Mistrovství světa | Mistrovství světa |
| Rok               | 1991              | 1993              | 1995              | 1997              |
| ----------------- | ----------------- | ----------------- | ----------------- | ----------------- |
| Obtížnost         | 25-26             | 23                | 3                 | 5                 |

| Světový pohár       | Světový pohár           | Světový pohár       | Světový pohár          | Světový pohár | Světový pohár | Světový pohár | Světový pohár           | Světový pohár |
| Rok                 | 1991                    | 1992                | 1993                   | 1994          | 1995          | 1996          | 1997                    | 1998          |
| ------------------- | ----------------------- | ------------------- | ---------------------- | ------------- | ------------- | ------------- | ----------------------- | ------------- |
| Obtížnost           | 13                      | 6                   | 8                      | 7             | 4             | 6             | 13                      | 0             |
| jednotlivě* (1/0/3) | ,12,23, · 35-37,6,33-36 | -4,,12, · 5,10,55,- | 17,20-21,6, 4,13,28-30 | 5-6,5, 10,17  | 4,6, · ,7     | 7-10, 17-19,7 | 12-16,20-23, 21-23,7,15 | -,-, 37-40    |

- poznámka:nalevo jsou poslední závody v roce

| Mistrovství Evropy | Mistrovství Evropy | Mistrovství Evropy |
| Rok                | 1992               | 1996               |
| ------------------ | ------------------ | ------------------ |
| Obtížnost          | 4                  | 7                  |

| Mistrovství Švýcarska | Mistrovství Švýcarska | Mistrovství Švýcarska | Mistrovství Švýcarska | Mistrovství Švýcarska |
| Rok                   | 1993                  | 1996                  | 1998                  | 1999                  |
| --------------------- | --------------------- | --------------------- | --------------------- | --------------------- |
| Obtížnost             | 2                     | 1                     | 2                     | 3                     |

| Švýcarský pohár | Švýcarský pohár |
| Rok             | 1991            |
| --------------- | --------------- |
| Obtížnost       | 1               |

| Mistrovství světa juniorů | Mistrovství světa juniorů |
| Rok                       | 1992 junioři              |
| ------------------------- | ------------------------- |
| Obtížnost                 | 3-4                       |